# دارواش (مجارستان)
دارواش (به مجاری:  Darvas) یک منطقهٔ مسکونی در مجارستان است که در ناحیه برتیواوی‌فالو واقع شده‌است. دارواش ۴۲٫۳۱ کیلومتر مربع مساحت و ۶۷۷ نفر جمعیت دارد.